# Felisberto Hernández
Felisberto Hernández, né le 20 octobre 1902 à Montevideo et mort le 13 janvier 1964 au même endroit, est un écrivain, pianiste et musicien uruguayen, fondateur du fabulisme littéraire hispano-américain.

## Biographie
Il est l'aîné des quatre fils d'un père originaire de Tenerife, aux îles Canaries, et d'une mère née dans la ville uruguayenne de Rocha.
Il étudie le piano dès l'âge de neuf ans et ses dons lui permettent d'approfondir son art avec le professeur Clemente Colling qui lui enseigne la composition et l'harmonie. En raison de difficultés économiques, il commence à donner des leçons de piano alors qu'il n'a que 16 ans. Il joue également du piano d'accompagnement dans des salles où sont présentés des films de cinéma muet. À 20 ans, il se produit en récital où il joue parfois ses propres compositions. Il prend aussi des leçons avec le plus grand pianiste uruguayen de son temps, Guillermo Kolischer (es).
En 1925, il épouse María Isabel Guerra, avec qui elle aura sa première fille, Mabel. Le couple divorce en 1935 et, deux ans plus tard, il demande la main de Amalia Nieto, dont il aura sa fille Ana María.
Jusqu'en 1942, il entreprend des tournées de concerts qui le mène dans de nombreuses villes d'Uruguay et d'Argentine. À cette époque, il se produit en tant que pianiste, mais aussi comme chef d'orchestre.
En 1943, il met un terme à son union avec sa deuxième femme et se rend à Paris. Il y  rencontre África de las Heras Gavilán, une communiste liée au KGB, le service de renseignement soviétique qui lui a donné pour mission de séduire le pianiste. En 1949, ils sont mariés et installés à Montevideo, où elle travaille comme styliste de mode et marchande d'antiquités, des activités qui lui permettent de couvrir son réseau d'espionnage. Un an plus tard, le couple divorce. Désabusé par ses mariages malheureux, épuisé par les tournées incessantes, Hernández abandonne sa carrière de pianiste pour se consacrer exclusivement à la littérature.
L'intérêt du pianiste pour l'écriture littéraire n'était pas récente. Dès l'âge de 23 ans, il avait publié des nouvelles dans divers journaux. Pendant la Deuxième Guerre mondiale, un style plus personnel, alliant humour et fantastique, était apparu dans ses textes. Sa période de maturité, où s'accumulent les récits extravagants qui feront sa notoriété, s'impose définitivement avec la publication de trois recueils de nouvelles : Les Hortenses (Las hortensias, 1949), Nadie encendía las lámparas (1950) et La casa inundada (1960).
Son œuvre littéraire, influencée par Marcel Proust, Henri Bergson et Franz Kafka, est le précurseur du fabulisme à l'Amérique latine et influença le travail de Gabriel García Márquez, Italo Calvino et Julio Cortázar.
Ses nouvelles contiennent des éléments de la vie quotidienne, observent les gens ordinaires, l'environnement urbain, mais se donnent également la capacité de déplacer des objets sans vie. Certains critiques littéraires ont souligné que son écriture ne peut pas être vraiment considérée comme «fantastique», seulement parce qu'elle inclut des éléments de réalisme littéraire, un argument qui semble contredit par la notoriété détenue par Felisberto Hernández auprès des écrivains sud-américains du réalisme magique.

## Œuvres
- Fulano de Tal (1925)
- Libro sin tapas (1929)
- La cara de Ana (1930)
- La envenenada (1931)
- Por los tiempos de Clemente Colling (1942)
- El Caballo perdido (1943)
- Las hortensias (1949) Publié en français sous le titre Les Hortenses, Paris, Éditions Denoël, coll. « Les Lettres nouvelles », 1975 ; réédition, Paris, Éditions Points, coll. « Points. Signatures » no P4376, 2016  (ISBN 978-2-7578-6070-0)
- Nadie encendía las lámparas (1950) Quelques nouvelles de ce recueil ont été traduites dans l'édition française du recueil Les Hortenses (voir supra)
- Explicación falsa de mis cuentos (manifeste esthétique, La Licorne, 1955)
- La casa inundada (1960)
- El cocodrilo (1962)
- Tierras de la memoria (inachevé, 1964)
- Cuentos (1968)
- Diario del sinvergüenza y ultimas invenciones (1974)
- Obras completas (1974) Publié en français sous le titre Œuvres complètes, Paris, Seuil, 1997  (ISBN 2-02-018958-5)